# Сафі (місто)
Сафі (араб. أسفي, бербер. ⴰⵙⴼⵉ, ASFI; порт. Safim) — місто в західній частині Марокко на березі Атлантичного океану. Місто перебувало під протекторатом Португальської імперії з 1488 по 1541 рік, було центром ткацької промисловості країни, з 1509 року стало королівською фортецею. Сафі є основним риболовецьким портом для сардинної промисловості країни, а також експортує фосфати, текстиль та кераміку. Під час Другої світової війни выйсбками союзникыв в Сафі проводилась операція «Блекстоун» — як складова быльш ширшоъ операції «Смолоскип». У ході марокканського перепису населення 2014 року столиці в провінції Сафі зафіксовано населення в 1 984 039 людей.

## Етимологія
Назва міста промовляється «Асфі», з латинської «Сафі», і «Сафім» за португальським правлінням. «Асфі» з берберської означає  повінь або річкову дельту походить від берберського кореня «SFI/sfey», що означає повінь, розливати або лити.
Географ XI століття аль-Ідрісі дав очевидно хибне пояснення походження назви «Асфі», оскільки він пов'язав його з арабським словом «Асаф» (жаль); «Асафі» (мій жаль). Він стверджував це твердження про дивну історію про моряків з Аль-Андалуса, які плавали з метою відкрити для себе інший кінець Атлантичного океану, але загубилися і опинилися на деякому острові, де тубільці захопили їх і відправили назад на їх кораблі з зав'язаними очима. Моряки врешті-решт опинилися на берегах «Асфі», місцеві жителі допомагали їм і сказали, що вони були за два місяці від рідної землі Аль-Андалус. Почувши це, один з моряків відповів, кажучи: «Ва асафі» (о мій жаль). Аль-Ідрісі писав, що з того часу місто мало назву «Асафі». Ця історія вважається легендою та малоймовірним поясненням походження назви. 

## Клімат
Сафі має середземноморський клімат.
| Дані про клімат для Сафі             | Дані про клімат для Сафі | Дані про клімат для Сафі | Дані про клімат для Сафі | Дані про клімат для Сафі | Дані про клімат для Сафі | Дані про клімат для Сафі | Дані про клімат для Сафі | Дані про клімат для Сафі | Дані про клімат для Сафі | Дані про клімат для Сафі | Дані про клімат для Сафі | Дані про клімат для Сафі | Дані про клімат для Сафі |
| Місяць                               | Січень                   | Лютий                    | Березень                 | Квітень                  | Травень                  | Червень                  | Липень                   | Серпень                  | Вересень                 | Жовтень                  | Листопад                 | Грудень                  | Рік                      |
| ------------------------------------ | ------------------------ | ------------------------ | ------------------------ | ------------------------ | ------------------------ | ------------------------ | ------------------------ | ------------------------ | ------------------------ | ------------------------ | ------------------------ | ------------------------ | ------------------------ |
| Найвища температура °C (°F)          | 18.2 (64.8)              | 19.0 (66.2)              | 20.6 (69.1)              | 21.3 (70.3)              | 23.3 (73.9)              | 24.6 (76.3)              | 28.8 (83.8)              | 29.2 (84.6)              | 27.6 (81.7)              | 25.2 (77.4)              | 21.6 (70.9)              | 18.8 (65.8)              | 23.2 (73.8)              |
| Щоденне значення °C (°F)             | 13.0 (55.4)              | 13.8 (56.8)              | 14.9 (58.8)              | 16.0 (60.8)              | 18.3 (64.9)              | 20.3 (68.5)              | 23.7 (74.7)              | 24.1 (75.4)              | 22.6 (72.7)              | 20.0 (68)                | 16.6 (61.9)              | 13.7 (56.7)              | 18.1 (64.6)              |
| Найнижча температура °C (°F)         | 7.7 (45.9)               | 8.5 (47.3)               | 9.2 (48.6)               | 10.8 (51.4)              | 13.3 (55.9)              | 16.0 (60.8)              | 18.5 (65.3)              | 18.9 (66)                | 17.5 (63.5)              | 14.8 (58.6)              | 11.6 (52.9)              | 8.5 (47.3)               | 12.9 (55.2)              |
| Середні опади мм (дюйми)             | 79.2 (3.118)             | 67.4 (2.654)             | 45.4 (1.787)             | 44.5 (1.752)             | 16.8 (0.661)             | 4.0 (0.157)              | 0.3 (0.012)              | 0.3 (0.012)              | 4.3 (0.169)              | 42.7 (1.681)             | 92.1 (3.626)             | 91.5 (3.602)             | 488.5 (19.232)           |
| Вологість                            | 12.4                     | 10.1                     | 9.8                      | 9.5                      | 5.1                      | 1.6                      | 0.4                      | 0.4                      | 1.8                      | 6.5                      | 10.1                     | 12.3                     | 80.0                     |
| Середні місячні години сонячних днів | 205.5                    | 208.5                    | 258.7                    | 277.8                    | 314.4                    | 298.0                    | 325.8                    | 316.5                    | 263.0                    | 243.6                    | 204.1                    | 198.7                    | 3,116.6                  |
|                                      |                          |                          |                          |                          |                          |                          |                          |                          |                          |                          |                          |                          |                          |

## Історія
Safi, під назвою Safim (Zaffim або ASFI), є одним з найстаріших міст в Марокко, отже, його дата заснування невідома. За словами історика Мохаммеда аль-Кануні, Сафі слід ідентифікувати з давньою Тіміатеорієм або Каркунітсом і був заснований карфагенським Ганно під час його Періплуса, пов'язаного Пліні Старшим.
ПідАльмохадами місто функціонувало як важливий порт для столиці Марракеш.
Воно перебувало під португальським правлінням від 1488 до 1541 року; вважається, що вони покинули місто саадитам (які з ними воювали), оскільки його було важко захистити від нападів. Португальська фортеця, побудована для захисту міста, все ще існує сьогодні.
Після 1541 року місто відіграло важливу роль у Марокко як один з найбезпечніших і найбільших морських портів в країні. Багато послів досаадитських і алавітських султанів протягом XVI—XVIII століть прибували до Марокко через Асфі. Його близькість до Марракешу, тоді столиці Марокко, сприяла розширенню морської торгівлі в місті. Луї Де Чен'єр, консул французького суду в Марокко в 1767 році повідомив, що в той час місто було єдиним у користуванні морським портом.
Полоненийфранцузького військово-морського флоту, Біде де Мервілль, який описав своє перебування в Марокко у книзі «Відносини де-ла-Фаріра де Лараш» у 1765 році, повідомив про наявність у місті великої кількості іноземних торгових будинків: голландських, данських, британських і французьких.
Після того, як султан Мухаммед III побудував місто Могадор, він заборонив зовнішню торгівлю усім марокканськими портами, крім його новозбудованого міста. Отже, Сафі перестало відігравати провідну роль у марокканській торгівлі.
Святим покровитель Сафі є Абу Мухаммед Саліх.
У 1942 році в рамках операції «Смолоскип» американські війська напали на Сафі в операції «Блекстоун». У період з 8 по 10 листопада 1942 року американці захопили Сафі та його порт і отримали відносно незначні втрати в порівнянні з іншими операціями в Касабланці та в порті Мехдія.

## Населення
Жителі складаються з берберів та арабів, що походять з :
- Бербери, які жили в регіоні до заснування міста.
- Бербери, які прийшли пізніше з рівнин, на південь від регіону.

Два арабських племена :
- Абда: Вони походять з Тунісу
- Ахмар: Вони походять з Алжиру.

Також зауважте, що у Сафі була велика єврейська громада, яка емігрувала до Франції, Канади або Ізраїлю, яка на той час становила понад 20 % населення.

## Спорт
Футбол і регбі — популярні види спорту в Сафі. Місцева футбольна команда «Олімпійський клуб Сафі» з 2004 року конкурує в найвищому футбольному дивізіоні Марокко, Ботола. Одна й та сама команда з регбі — одна з найкращих у Марокко, яка кілька разів виграла «Coupe du Trône».

## Відомі люди з Сафі
- Едмонд Амран Ель Малех, марокканський письменник
- Мухаммед Байеддуб, андалузький співак класичної музики
- Мохаммед Беніма, колишній прем'єр-міністр Марокко, міністр освіти та міністр внутрішніх справ
- Брахим Буламі і Халид Буламі — спортсмени Марокко
- Дріс Беніма, виконавчий директор «Royal Air Maroc» та президент Hawd Assafi, неприбуткова організація, розташована в Сафі
- Самі Ельмагрибі, марокканський музикант
- Мішель Галабру, французький актор
- Ахмед Гайбі, член Марокканської футбольної федерації та президент Олімпійського клубу Сафі
- Абдеррахим Гуумрі, марокканський бігун на відстані
- Хаджа-Хамунія, традиційна пісня бедуїнів
- Мухаммед Мідд, колишній давній президент королівської Федерації тенісу королівства Марокко
- Аарон Нахміас, ізраїльський політик
- Абу Мухаммед Саліх, релігійний лідер 12 століття
- Мохамед Регаб: кінорежисер
- Урі Себаг: ізраїльський політик
- Авраам Бен Зміро: рабин 15 століття
- Мішель Галабрю (1922—2016) — французький актор театру і кіно.

## Галерея

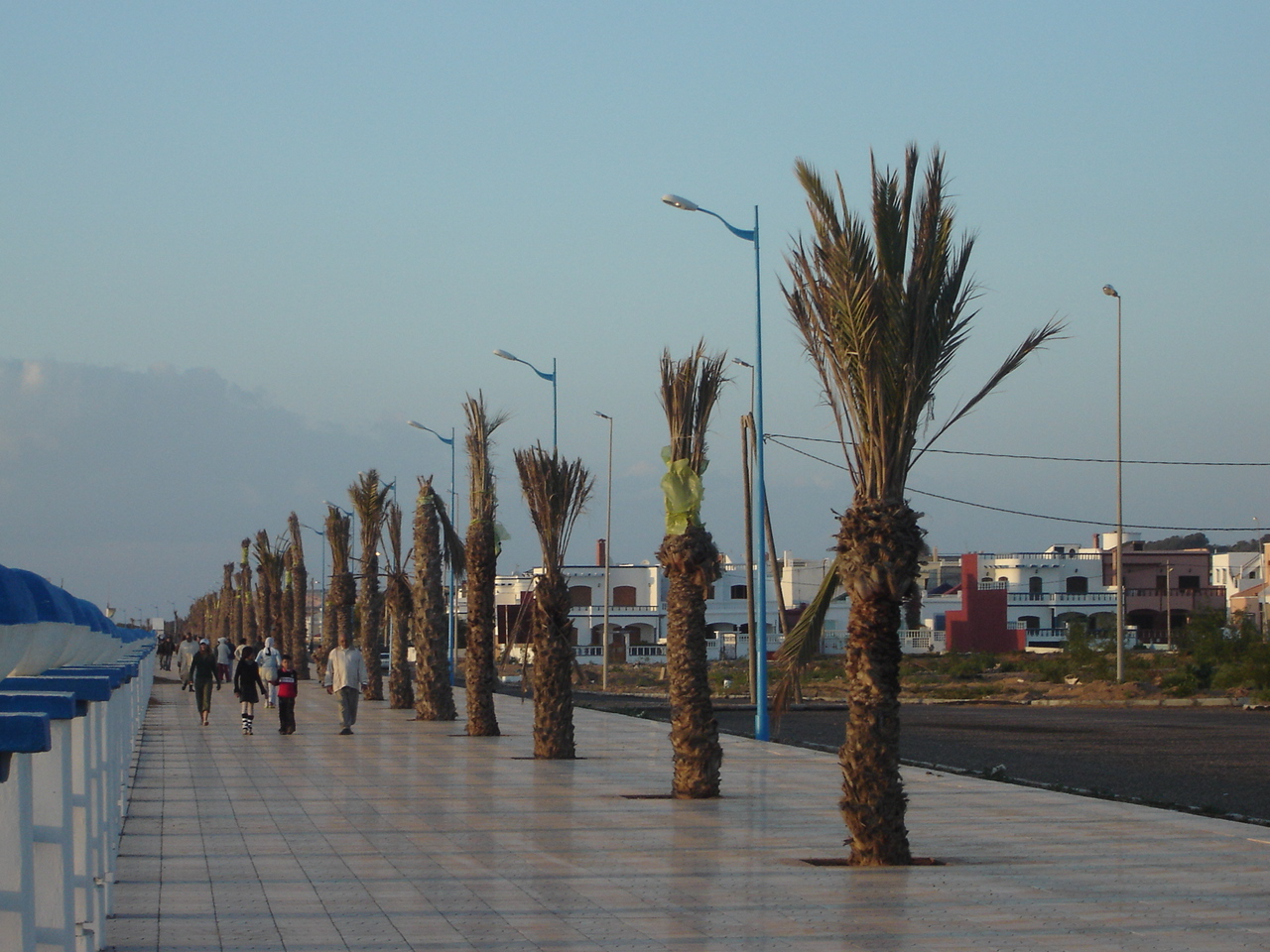
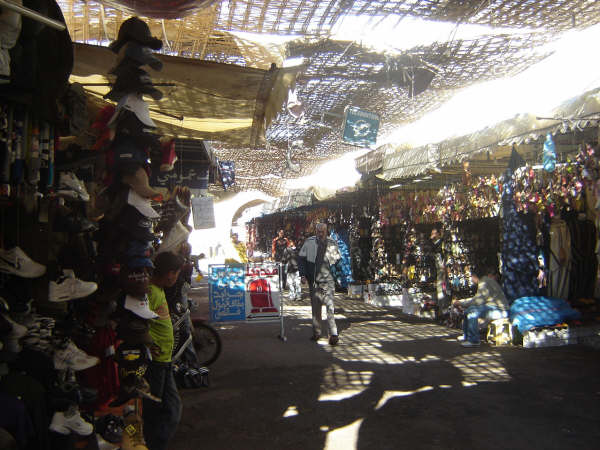
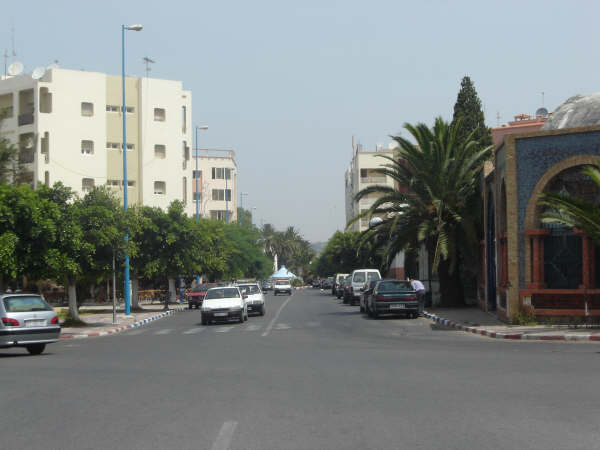
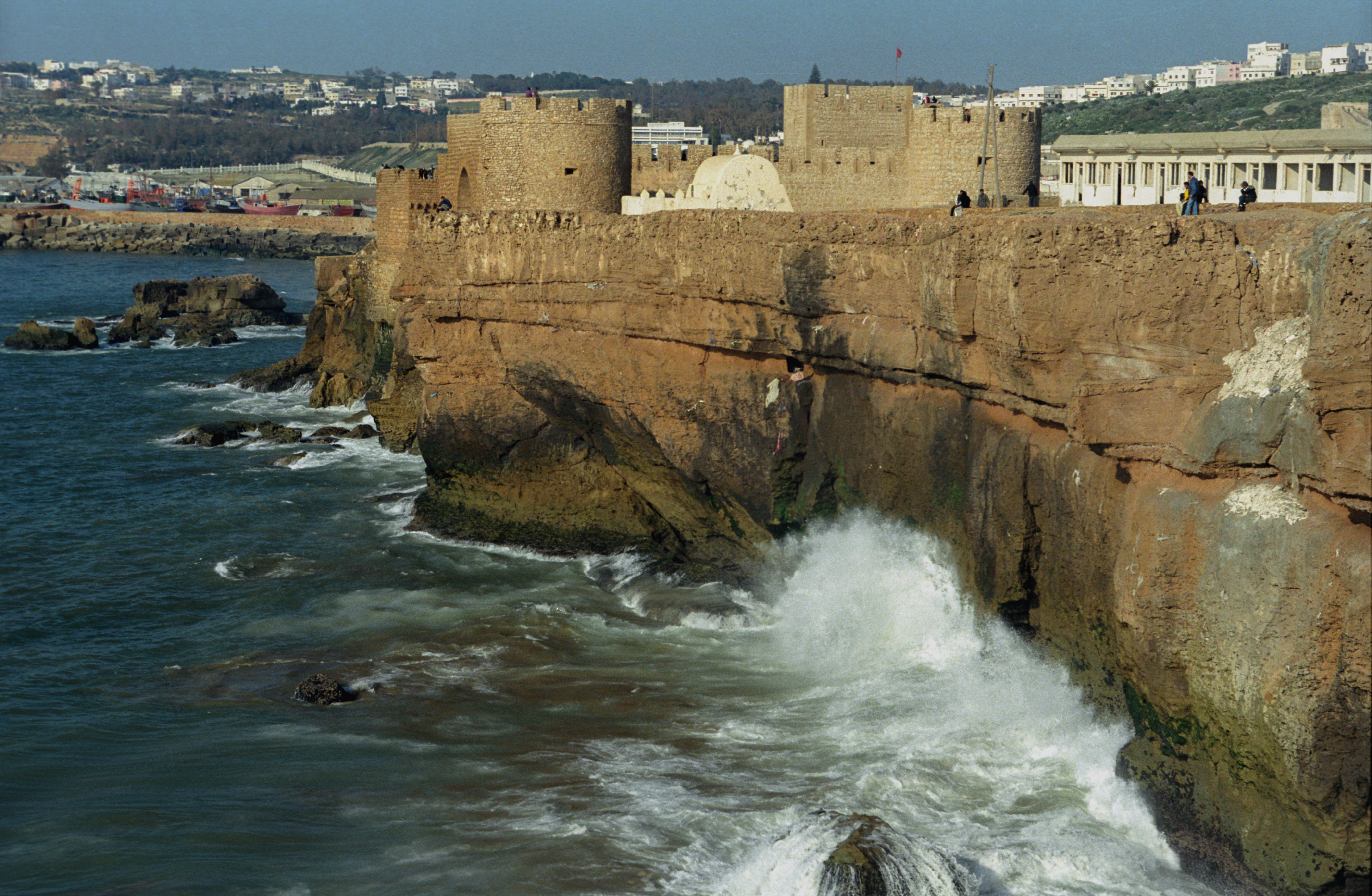
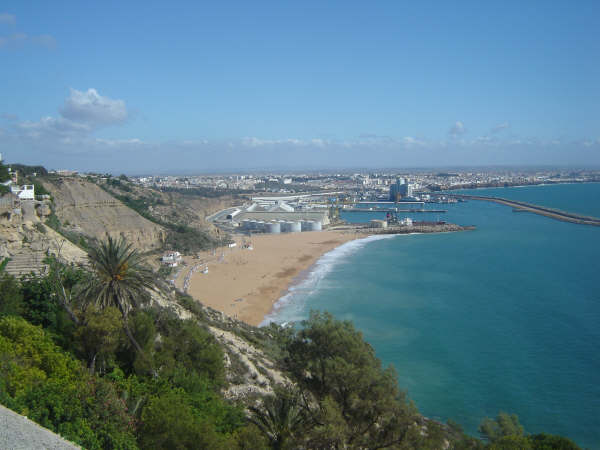
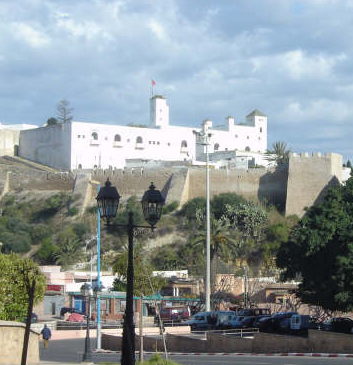
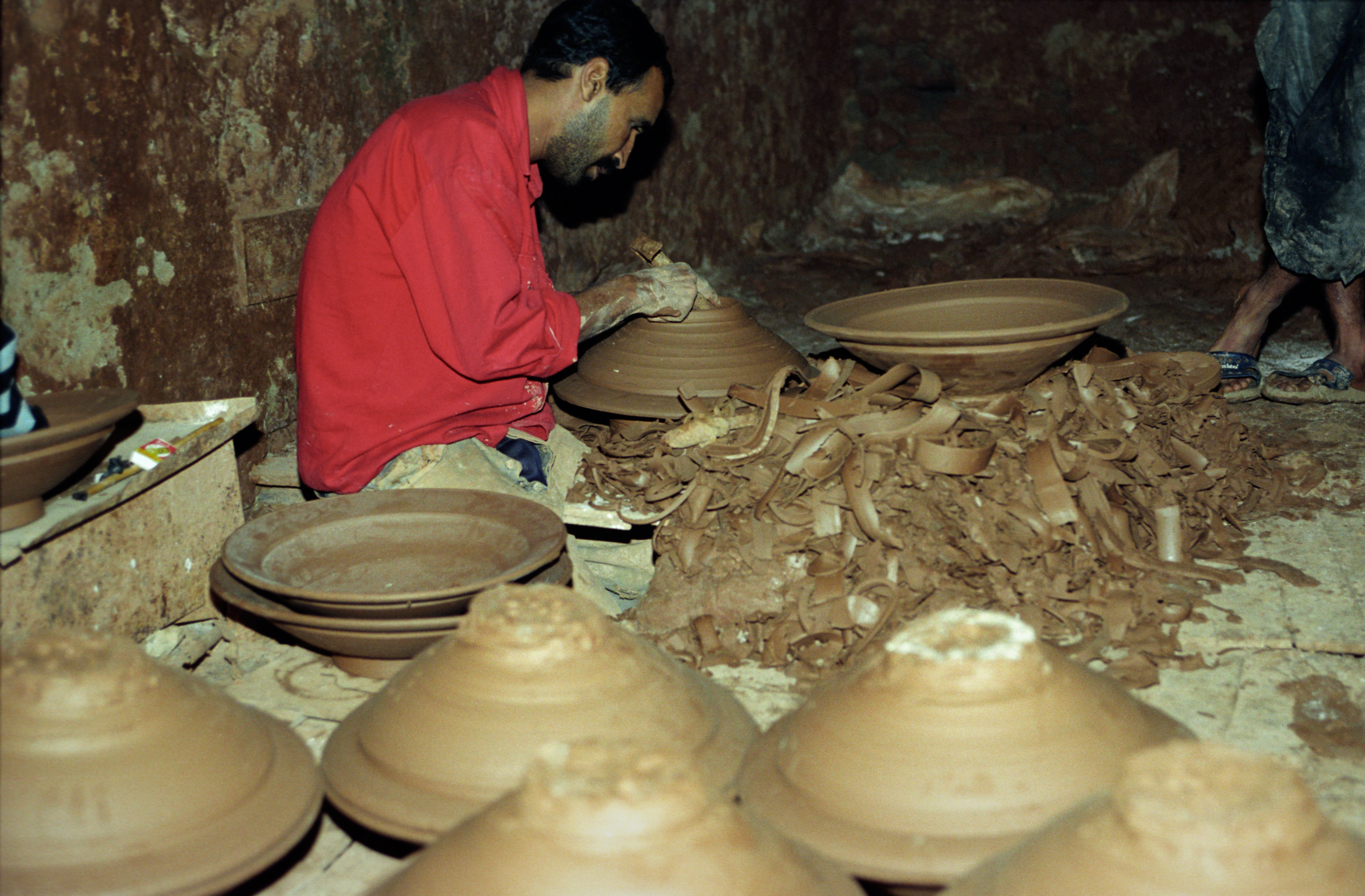
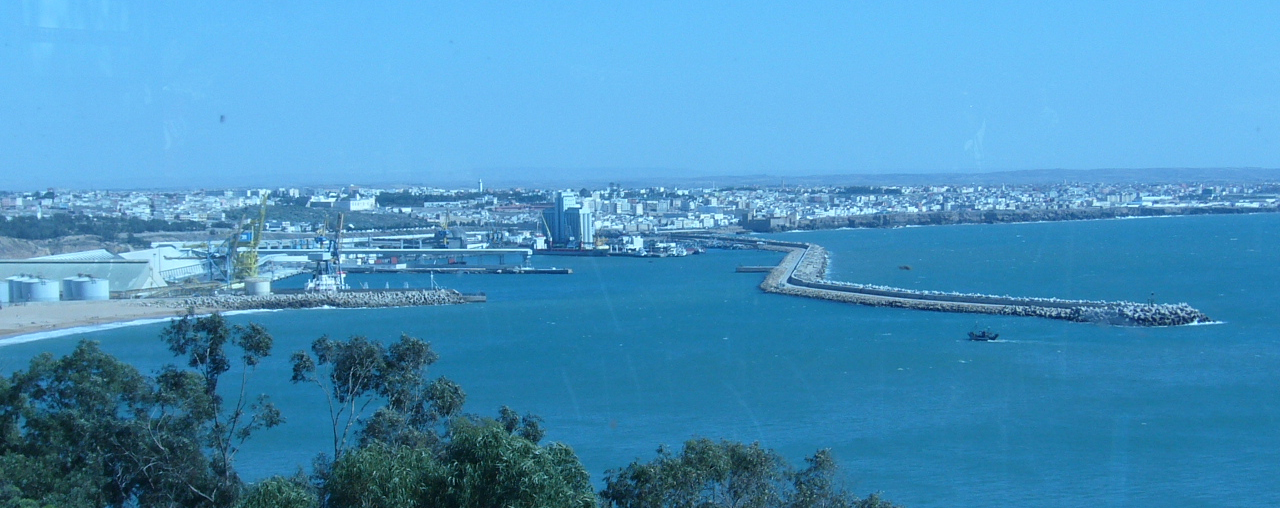
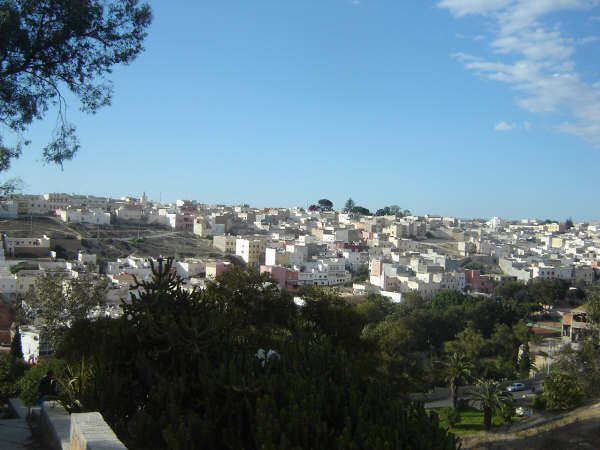